# ماتيوس أوليفيرا (لاعب كرة قدم مواليد 1995)
ماتيوس أوليفيرا هو لاعب كرة قدم برازيلي في مركز الهجوم، ولد في 19 أغسطس 1995 في لوندرينا في البرازيل. لعب مع نادي كوريتيبا.

## وصلات خارجية
- ماتيوس أوليفيرا (لاعب كرة قدم مواليد 1995) على موقع قاعدة بيانات كرة القدم.إي يو (الإنجليزية)
- ماتيوس أوليفيرا (لاعب كرة قدم مواليد 1995) على موقع Soccerway.com (الإنجليزية)